# 7人制ラグビー男子ブラジル代表
7人制ラグビー男子ブラジル代表（英語: Brazil national rugby sevens team）は、国際大会に派遣される7人制ラグビーの男子ブラジル代表チームである。
ワールドラグビーセブンズシリーズなどに出場している。

## 歴史
2012年、ラスベガスセブンズでワールドラグビーセブンズシリーズに初出場。
その後2016年、リオ五輪に開催国として出場。

## 成績

### 夏季オリンピック
| 年   | ラウンド             | 順位     | 試       | 勝       | 負       | 分       |
| ---- | -------------------- | -------- | -------- | -------- | -------- | -------- |
| 2016 | プレートラウンド敗退 | 12       | 5        | 0        | 5        | 0        |
| 2021 | 出場なし             | 出場なし | 出場なし | 出場なし | 出場なし | 出場なし |
| 計   | 優勝 0 回            | 1/2      | 5        | 0        | 5        | 0        |

### ワールドゲームズ
| 年   | ラウンド      | 順位     | 試       | 勝       | 負       | 分       |
| ---- | ------------- | -------- | -------- | -------- | -------- | -------- |
| 2001 | 出場なし      | 出場なし | 出場なし | 出場なし | 出場なし | 出場なし |
| 2005 | 出場なし      | 出場なし | 出場なし | 出場なし | 出場なし | 出場なし |
| 2009 | 出場なし      | 出場なし | 出場なし | 出場なし | 出場なし | 出場なし |
| 2013 | 5位決定戦敗北 | 6        | 6        | 2        | 4        | 0        |
| 計   | 優勝 0 回     | 1/4      | 6        | 2        | 4        | 0        |